# Tomislav Šorša
Tomislav Šorša (Osijek, 11. svibnja 1989.) je hrvatski nogometaš koji igra na poziciji desnog beka. Trenutačno igra za Jedinstvo Donji Miholjac.

## Klupska karijera

### Probijanje u HNL-u (2006. – 2008.)
Šorša je svoj prvi nastup za NK Osijek zabilježio 29. srpnja 2006. godine na utakmici protiv Šibenika u pobjedi Osijeka od 2:1. Igrao je do 89. minute kada ga je zamijenio Dejan Prijić. Do kraja sezone 2006./07. Šorša je zabilježio još 2 nastupa, protiv NK Istre i Cibalije. U sljedećoj se sezoni Šorša nastupio u 5 Osijekovih utakmica gdje je većinom bio zamjena.

### Posudba u 2. ligu (2008. – 2009.)
Šorša je u osmom mjesecu 2008. godine dogovorio jednogodišnju posudbu u tada drugoligaša Karlovca. Ubrzo je postao vrlo važan član prve postave, a Karlovac je vodio i do ulaska u 1. Hrvatsku nogometnu liga na kraju sezone. Postao je ponajbolji nogometaš Karlovca, a na kraju je sakupio 25 nastupa u kojima je zabio 2 gola.

### Ulazak u prvu postavu (2009. – 2011.)
U srpnju 2009. godine vratio se u Osijek nakon jednogodišnje posudbe u Karlovcu. Prvu utakmicu za Osijek nakon povratka iz Karlovca Šorša je zabilježio protiv jedne od najvećih hrvatskih momčadi Hajduka koja je završila 1:1. Šorša je svoj prvi gol za Osijek zabio u gostujućoj pobjedi 3:1 protiv NK Istre. Na kraju sezone imao je učinak od 28 odigranih utakmica u kojoj je zabilježio jedan pogodak, ali i tri asistencije. Osijek je na kraju sezone završio na sedmom mjestu. Sezone 2010./11. Šorša je nastavio igrati u prvoj postavi Grada na Dravi. Šorša je završio sezonu s 24 nastupa za bijelo-plave, a učinak je opet bio jednak (jedan gol i tri asistencije). Treba spomenuti i da je Šorša sve utakmice u kojima je nastupao krenuo od prve minute. 

### Osijekov nositelj igre (od 2011.)
Šorša je otvorio sezonu 2011./12. s asistencijom protiv Rijeke koja je završila 1:1. Svoj prvi gol sezone zabilježio je protiv Slaven Belupa u kojoj je još uz pogodak dodao i asistenciju te tako srušio Apotekare. Šorša nakon 18 odigranih utakmica ima sjajan učinak od 2 postignuta pogotka te osam asistencija. 

## Hrvatska nogometna reprezentacija
Šorša ima i zavidnu karijeru u reprezentantivnim vrstama. Nastupio je za gotovo sve hrvatske mlađe selekcije. 2004. godine nastupio je za hrvatsku reprezentaciju do 17 godina u prijateljskoj utakmici protiv vršnjaka iz Bosne i Hercegovine. Već 2006. napredovao je u hrvatsku reprezentaciju do 19 godina. Nastupio je za nju u prijateljskoj utakmici protiv Slovenije. Zadnju utakmicu za sastav do 19 godina starosti odigrao je 2008. protiv Albanije.